# اودکوم
اودکوم (به انگلیسی: Odcombe) یک روستا و محله مدنی در بریتانیا است که در سامرست جنوبی واقع شده‌است. اودکوم ۷۵۹ نفر جمعیت دارد.